# Ramón Ferreira
Ramón Ferreira (Río Tercero, 25 de abril de 1803-Córdoba, 1874) fue un abogado y jurista argentino. Fue la primera persona en desempeñarse como fiscal en la Argentina, dada su designación por Justo José de Urquiza como tal y fue el primer procurador del Tesoro de la Nación.

## Biografía
Nació en la provincia de Córdoba, siendo hijo de Julián Ferreira y Ana María Mayorga. Estudió Derecho en la Universidad Nacional de Córdoba. Se había hecho reconocido por las primeras compilaciones de leyes de la Confederación Argentina, como así también por las primeras obras de doctrina del derecho administrativo argentino, como Derecho Administrativo y General (1866).
Su prestigio lo llevó a que Justo José de Urquiza lo designe como fiscal general de la Argentina en 1853, junto con Pío Tedín, cargo que, sin embargo, dado que no se había instalado la Corte Suprema de Justicia de la Nación, no ejerció más que como fiscal de un tribunal instalado en Paraná. Posteriormente, el cargo pasa a ser denominado procurador general de la Nación en la nueva constitución, y el primer presidente bajo ella, Bartolomé Mitre, nombra a Francisco Pico como tal. Ferreira, sin embargo, es designado por Mitre como procurador del Tesoro de la Nación, cargo creado en 1863 por una ley nacional, y que ocupa desde ese último año hasta 1865.
El general Gerónimo Espejo, en 1861, lo nombró como parte de una comisión para resolver el asesinato en Lima (Perú) de Bernardo de Monteagudo, que había ocurrido en 1825.